# Miroslav Katětov
Miroslav Katětov (17. března 1918 v Čembaru v Rusku – 15. prosince 1995) byl matematik a pedagog.

## Život
Miroslav Katětov se narodil do ruské rodiny. Jeho otec byl příslušníkem ruské inteligence, který vstoupil do československých legií. Od roku 1923 žil v Československu. V letech 1927–1935 studoval na střední škole a poté zahájil studium na přírodovědecké fakultě Karlovy univerzity v Praze. Druhá světová válka jeho studium přerušila, a proto mohl studium ukončit až v roce 1945. Od toho roku byl zaměstnán na přírodovědecké a později matematicko-fyzikální fakultě. V roce 1948 se habilitoval a v roce 1953 byl jmenován profesorem. Ve školním roce 1952–1953 byl zvolen prvním děkanem matematicko-fyzikální fakulty a v letech 1953–57 byl rektorem Karlovy univerzity.
Od roku 1961 působil na matematickém ústavu ČSAV. V roce 1962 byl jmenován akademikem. V letech 1960–1970 stál v čele matematického ústavu Karlovy univerzity. V roce 1953 mu byla udělena státní cena za práci týkající se dimenze metrických prostorů. V letech 1945–1970 byl členem KSČ, poté mu bylo členství zrušeno. Po roce 1989 se účastnil na transformaci ČSAV, v letech 1990-1992 byl jejím místopředsedou. Jeho odborná matematická práce je věnována především obecné topologii, funkcionální analýze a obecné teorii entropie.
Miroslav Katětov byl velmi dobrý šachista. Byl mistrem Prahy roku 1942 a 1946, v letech 1946–1951 reprezentoval Československo a roku 1951 dosáhl titulu mezinárodní mistr. V roce 1946 se umístil na druhém místě v Mistrovství Československa v šachu v Ostravě.
V létě 1989 inicioval vznik Kruhu nezávislé inteligence, který pak byl spoluorganizátorem listopadové demonstrace na Albertově. V pátek 17. listopadu 1989 byl jako zástupce Kruhu nezávislé inteligence hlavním řečníkem na shromáždění studentů a vědeckých pracovníků Univerzity a ústavů Akademie věd v Praze na Albertově.